# Coleophora fabriciella
Coleophora fabriciella é uma espécie de mariposa do gênero Coleophora pertencente à família Coleophoridae.